# Aston Villa FC in het seizoen 2007/08
Dit artikel beschrijft de prestaties van voetbalclub Aston Villa FC in het seizoen 2007/2008. Dit seizoen werd de club zesde in de Premier League. 

## Spelerskern
Spelers wier rugnummer is doorstreept verlieten de club tijdens het seizoen;
| Rugnummer     | Naam               | Nationaliteit | Geboortedatum | Bij de club sinds | Vorige club                      |
| ------------- | ------------------ | ------------- | ------------- | ----------------- | -------------------------------- |
| Keepers       |                    |               |               |                   |                                  |
| 13            | Stuart Taylor      | Engeland      | 28-11-1980    | 2005              | Arsenal                          |
| 22            | Scott Carson       | Engeland      | 03-09-1985    | gehuurd           | gehuurd van Liverpool            |
| Verdedigers   |                    |               |               |                   |                                  |
| 3             | Wilfred Bouma      | Nederland     | 15-06-1978    | 2005              | PSV Eindhoven                    |
| 4             | Olof Mellberg      | Zweden        | 03-09-1977    | 2001              | Racing Santander                 |
| 5             | Martin Laursen     | Denemarken    | 26-07-1977    | 2004              | AC Milan                         |
| 15            | Curtis Davies      | Engeland      | 15-03-1985    | gehuurd           | gehuurd van West Bromwich Albion |
| 16            | Zat Knight         | Engeland      | 02-05-1980    | 2007              | Fulham                           |
| 21            | Gary Cahill        | Engeland      | 19-12-1985    | 2004              | eigen jeugd                      |
| Middenvelders |                    |               |               |                   |                                  |
| 6             | Gareth Barry       | Engeland      | 23-02-1981    | 1998              | Brighton & Hove Albion           |
| 17            | Moustapha Salifou  | Togo          | 01-06-1983    | 2007              | FC Wil                           |
| 18            | Wayne Routledge    | Engeland      | 07-01-1985    | 2008              | Tottenham Hotspur                |
| 19            | Stilijan Petrov    | Bulgarije     | 05-07-1979    | 2006              | Celtic                           |
| 20            | Nigel Reo-Coker    | Engeland      | 14-05-1984    | 2007              | West Ham United                  |
| 23            | Patrik Berger      | Tsjechië      | 10-11-1973    | 2005              | Portsmouth / Stoke City (huur)   |
| 26            | Craig Gardner      | Engeland      | 25-11-1986    | 2005              | eigen jeugd                      |
| 27            | Isaiah Osbourne    | Engeland      | 05-11-1987    | 2006              | eigen jeugd                      |
| 28            | Shaun Maloney      | Schotland     | 24-01-1983    | 2007              | Celtic                           |
| Aanvallers    |                    |               |               |                   |                                  |
| 7             | Ashley Young       | Engeland      | 04-01-1986    | 2007              | Watford                          |
| 8             | Luke Moore         | Engeland      | 13-02-1986    | 2003              | eigen jeugd                      |
| 9             | Marlon Harewood    | Engeland      | 25-08-1979    | 2007              | West Ham United                  |
| 10            | John Carew         | Noorwegen     | 05-09-1979    | 2007              | Lyon                             |
| 11            | Gabriel Agbonlahor | Engeland      | 13-10-1986    | 2005              | eigen jeugd                      |

- = Aanvoerder

| 1. |

### Manager
|         |                       |               |
| Functie | Naam                  | Nationaliteit |
| Coach   | Martin O'Neill (foto) | Noord-Ierland |

## Resultaten
Een overzicht van de competities waaraan Aston Villa in het seizoen 2007-2008 deelnam.
| Premier League | FA Cup      | League Cup  |
| -------------- | ----------- | ----------- |
|                |             |             |
| 6e             | Derde ronde | Derde ronde |

## Uitrustingen
Shirtsponsor: 32 Red (kansspelbedrijf) 

Sportmerk: Nike
| Thuis |

| Uit |

## Premier League

### Wedstrijden
| №  | Datum      | Wedstrijd                       | Uitslag | Doelpunten                                                                | P  |
| -- | ---------- | ------------------------------- | ------- | ------------------------------------------------------------------------- | -- |
| 1  | 11.08.2007 | Aston Villa – Liverpool         | 1–2     | 85' (pen.) Barry                                                          | 0  |
| 2  | 18.08.2007 | Newcastle United – Aston Villa  | 0–0     |                                                                           | 1  |
| 3  | 25.08.2007 | Aston Villa – Fulham            | 2–1     | 51' Young, 90' Maloney                                                    | 4  |
| 4  | 02.09.2007 | Aston Villa – Chelsea           | 2–0     | 47' Knight, 88' Agbonlahor                                                | 7  |
| 5  | 16.09.2007 | Manchester City – Aston Villa   | 1–0     |                                                                           | 7  |
| 6  | 23.09.2007 | Aston Villa – Everton           | 2–0     | 14' Carew, 50' Agbonlahor                                                 | 10 |
| 7  | 01.10.2007 | Tottenham Hotspur – Aston Villa | 4–4     | 22', 33' Laursen, 40' Agbonlahor, 49' Gardner                             | 11 |
| 8  | 06.10.2007 | Aston Villa – West Ham United   | 1–0     | 24' Gardner                                                               | 14 |
| 9  | 20.10.2007 | Aston Villa – Manchester United | 1–4     | 12' Agbonlahor                                                            | 14 |
| 10 | 28.10.2007 | Bolton Wanderers – Aston Villa  | 1–1     | 57' Moore                                                                 | 15 |
| 11 | 03.11.2007 | Aston Villa – Derby County      | 2–0     | 57' Laursen, 61' Young                                                    | 18 |
| 12 | 11.11.2007 | Birmingham City – Aston Villa   | 1–2     | 11' (e.d.) Ridgewell, 87' Agbonlahor                                      | 21 |
| 13 | 24.11.2007 | Middlesbrough – Aston Villa     | 0–3     | 45' Carew, 48' Mellberg, 58' Agbonlahor                                   | 24 |
| 14 | 28.11.2007 | Blackburn Rovers – Aston Villa  | 0–4     | 29' Carew, 53' (pen.) Agbonlahor, 81' Young, 89' Harewood                 | 27 |
| 15 | 01.12.2007 | Aston Villa – Arsenal           | 1–2     | 14' Gardner                                                               | 27 |
| 16 | 08.12.2007 | Aston Villa – Portsmouth        | 1–3     | 72' (pen.) Barry                                                          | 27 |
| 17 | 15.12.2007 | Sunderland – Aston Villa        | 1–1     | 73' Maloney                                                               | 28 |
| 18 | 22.12.2007 | Aston Villa – Manchester City   | 1–1     | 14' Carew                                                                 | 29 |
| 19 | 26.12.2007 | Chelsea – Aston Villa           | 4–4     | 14', 44' Maloney, 72' Laursen, 90+2' (pen.) Barry                         | 30 |
| 20 | 29.12.2007 | Wigan Athletic – Aston Villa    | 1–2     | 55' Davies, 70' Agbonlahor                                                | 33 |
| 21 | 01.01.2008 | Aston Villa – Tottenham Hotspur | 2–1     | 41' Mellberg, 81' Laursen                                                 | 36 |
| 22 | 12.01.2008 | Aston Villa – Reading           | 3–1     | 22', 88' Carew, 55' Laursen                                               | 39 |
| 23 | 21.01.2008 | Liverpool – Aston Villa         | 2–2     | 69' Harewood, 72' (e.d.) Fábio Aurélio                                    | 40 |
| 24 | 26.01.2008 | Aston Villa – Blackburn Rovers  | 1–1     | 73' Young                                                                 | 41 |
| 25 | 03.02.2008 | Fulham – Aston Villa            | 2–1     | 69' (e.d.) Hughes                                                         | 41 |
| 26 | 09.02.2008 | Aston Villa – Newcastle United  | 4–1     | 48' Bouma, 51', 72', 90' (pen.) Carew                                     | 44 |
| 27 | 24.02.2008 | Reading – Aston Villa           | 1–2     | 45' Young, 82' Harewood                                                   | 47 |
| 28 | 01.03.2008 | Arsenal – Aston Villa           | 1–1     | 27' (e.d.) Senderos                                                       | 48 |
| 29 | 12.03.2008 | Aston Villa – Middlesbrough     | 1–1     | 74' (pen.) Barry                                                          | 49 |
| 30 | 15.03.2008 | Portsmouth – Aston Villa        | 2–0     |                                                                           | 49 |
| 31 | 22.03.2008 | Aston Villa – Sunderland        | 0–1     |                                                                           | 49 |
| 32 | 29.03.2008 | Manchester United – Aston Villa | 4–0     |                                                                           | 49 |
| 33 | 05.04.2008 | Aston Villa – Bolton Wanderers  | 4–0     | 9', 60' Barry, 56' Agbonlahor, 85' Harewood                               | 52 |
| 34 | 12.04.2008 | Derby County – Aston Villa      | 0–6     | 25' Young, 26' Carew, 36' Petrov, 58' Barry, 76' Agbonlahor, 85' Harewood | 55 |
| 35 | 20.04.2008 | Aston Villa – Birmingham City   | 5–1     | 28', 63' Young, 42', 53' Carew, 78' Agbonlahor                            | 58 |
| 36 | 27.04.2008 | Everton – Aston Villa           | 2–2     | 80' Agbonlahor, 86' Carew                                                 | 59 |
| 37 | 03.05.2008 | Aston Villa – Wigan Athletic    | 0–2     |                                                                           | 59 |
| 38 | 11.05.2008 | West Ham United – Aston Villa   | 2–2     | 14' Young, 58' Barry                                                      | 60 |

### Eindstand
|  | Groepsfase UEFA Champions League 2008/09      |
|  | Derde voorronde UEFA Champions League 2008/09 |
|  | Eerste ronde UEFA Cup 2008/09                 |
|  | Voorronde UEFA Cup 2008/09                    |
|  | Degradatie naar Football League Championship  |

| Rang | Team              | We | Wi | Ge | Ve | Pu | Vo | Te | Sa  | Fa    |
| ---- | ----------------- | -- | -- | -- | -- | -- | -- | -- | --- | ----- |
| 1    | Manchester United | 38 | 27 | 6  | 5  | 87 | 80 | 22 | 58  | 3,636 |
| 2    | Chelsea           | 38 | 25 | 10 | 3  | 85 | 65 | 26 | 39  | 2,5   |
| 3    | Arsenal           | 38 | 24 | 11 | 3  | 83 | 74 | 31 | 43  | 2,387 |
| 4    | Liverpool         | 38 | 21 | 13 | 4  | 76 | 67 | 28 | 39  | 2,393 |
| 5    | Everton           | 38 | 19 | 8  | 11 | 65 | 55 | 33 | 22  | 1,667 |
| 6    | Aston Villa       | 38 | 16 | 12 | 10 | 60 | 71 | 51 | 20  | 1,392 |
| 7    | Blackburn Rovers  | 38 | 15 | 13 | 10 | 58 | 50 | 48 | 2   | 1,042 |
| 8    | Portsmouth        | 38 | 16 | 9  | 13 | 57 | 48 | 40 | 8   | 1,2   |
| 9    | Manchester City   | 38 | 15 | 10 | 13 | 55 | 45 | 53 | -8  | 0,849 |
| 10   | West Ham United   | 38 | 13 | 10 | 15 | 49 | 42 | 50 | -8  | 0,84  |
| 11   | Tottenham Hotspur | 38 | 11 | 13 | 14 | 46 | 66 | 61 | 5   | 1,082 |
| 12   | Newcastle United  | 38 | 11 | 10 | 17 | 43 | 45 | 65 | -20 | 0,692 |
| 13   | Middlesbrough     | 38 | 10 | 12 | 16 | 42 | 43 | 53 | -10 | 0,811 |
| 14   | Wigan Athletic    | 38 | 10 | 10 | 18 | 40 | 34 | 51 | -17 | 0,667 |
| 15   | Sunderland        | 38 | 11 | 6  | 21 | 39 | 36 | 59 | -23 | 0,61  |
| 16   | Bolton Wanderers  | 38 | 9  | 10 | 19 | 37 | 36 | 54 | -18 | 0,667 |
| 17   | Fulham            | 38 | 8  | 12 | 18 | 36 | 38 | 60 | -22 | 0,633 |
| 18   | Reading           | 38 | 10 | 6  | 22 | 36 | 41 | 66 | -25 | 0,621 |
| 19   | Birmingham City   | 38 | 8  | 11 | 19 | 35 | 46 | 62 | -16 | 0,742 |
| 20   | Derby County      | 38 | 1  | 8  | 29 | 11 | 20 | 89 | -69 | 0,225 |

### Statistieken
Bijgaand een overzicht van de spelers van Aston Villa, die in het seizoen 2007/08 onder leiding van trainer Martin O'Neill speeltijd kregen in de Premier League.
| Naam               | Duels | Goal | Kreeg geel | Kreeg voor de tweede keer geel en dus rood | Weggestuurd |
| ------------------ | ----- | ---- | ---------- | ------------------------------------------ | ----------- |
| Martin Laursen     | 38    | 6    | 1          | 0                                          | 0           |
| Wilfred Bouma      | 38    | 1    | 5          | 0                                          | 0           |
| Gabriel Agbonlahor | 37    | 11   | 4          | 0                                          | 0           |
| Gareth Barry       | 37    | 9    | 5          | 0                                          | 0           |
| Ashley Young       | 37    | 9    | 6          | 0                                          | 0           |
| Nigel Reo-Coker    | 36    | 0    | 9          | 0                                          | 1           |
| Scott Carson       | 35    | 0    | 1          | 0                                          | 1           |
| Olof Mellberg      | 34    | 2    | 4          | 1                                          | 0           |
| John Carew         | 32    | 13   | 5          | 0                                          | 0           |
| Zat Knight         | 27    | 1    | 1          | 0                                          | 1           |
| Stilijan Petrov    | 27    | 1    | 3          | 0                                          | 0           |
| Marlon Harewood    | 23    | 5    | 2          | 0                                          | 0           |
| Craig Gardner      | 23    | 3    | 4          | 0                                          | 0           |
| Shaun Maloney      | 22    | 4    | 0          | 0                                          | 0           |
| Luke Moore         | 15    | 1    | 1          | 0                                          | 0           |
| Curtis Davies      | 12    | 1    | 1          | 0                                          | 0           |
| Patrik Berger      | 8     | 0    | 1          | 0                                          | 0           |
| Isaiah Osbourne    | 8     | 0    | 1          | 0                                          | 0           |
| Moustapha Salifou  | 4     | 0    | 0          | 0                                          | 0           |
| Stuart Taylor      | 4     | 0    | 0          | 0                                          | 0           |
| Gary Cahill        | 1     | 0    | 0          | 0                                          | 0           |
| Wayne Routledge    | 1     | 0    | 0          | 0                                          | 0           |